# Rudolf II. Habsburški
Rudolf II. (Rheinfelden, 1270. – Prag, 10. svibnja 1290.), ili Rudolf V. kao grof od Habsburga, bio je vojvoda Austrije i Štajerske, a potom vojvoda Švapske, Elzasa i Aargaua.